# Ophiacantha brasiliensis
Ophiacantha brasiliensis is een slangster uit de familie Ophiacanthidae.
De wetenschappelijke naam van de soort werd in 1974 gepubliceerd door Luiz Roberto Tommasi & Jorge de Abreu.